# Alexander von Berlin
Alexander von Berlin (biografische Daten weitestgehend unbekannt) war ein deutscher Jurist. Er war nach seiner Promotion als Rechtsanwalt und Notar in Breslau tätig. Seine Kanzlei erlangte vor allem auch nach dem Ende des Zweiten Weltkriegs ansehen. Alexander von Berlin war während der NS-Zeit SS-Obersturmführer. Diese Position wurde ihm jedoch vor allem aufgrund seiner 1936 festgestellten "nichtarischen Abstammung" streitig gemacht. Zudem war Alexander von Berlin im Ausschuss für Personengesellschaftsrecht der Akademie für Deutsches Recht tätig und beteiligte sich dort an der während der NS-Zeit geplanten Reform des Personengesellschaftsrechts.
1. ↑  Philipp Semmelmayer: Kommanditgesellschaftsrecht im Nationalsozialismus. 1st ed Auflage. Mohr Siebeck, Tübingen 2025, ISBN 978-3-16-164330-9.